# Piano
Piano (kors. Pianu) – miejscowość i gmina we Francji, w regionie Korsyka, w departamencie Haute-Corse.
Według danych na rok 1990 gminę zamieszkiwały 54 osoby, a gęstość zaludnienia wynosiła 16 osób/km².